# بریجر، شهرستان گالاتین، مونتانا
بریجر (به انگلیسی: Bridger) یک منطقهٔ مسکونی در ایالات متحده آمریکا است که در شهرستان گالاتین، مونتانا واقع شده‌است. بریجر ۹٫۳۴ کیلومتر مربع مساحت و ۳۰ نفر جمعیت دارد و ۱٬۸۴۱٫۰۱ متر بالاتر از سطح دریا واقع شده‌است.